# Agamede (figlia di Augia)
Agamede è un personaggio della mitologia greca, figlia di Augia, re dell'Elide.

## Genealogia
Agamede nacque a Elea, figlia primogenita di Augia, re degli Epei. Sposò Mulio, un uomo poi ucciso in battaglia da Nestore durante una guerra tra Elea e Pilo.
Igino la rende madre di Belo, Attore, e Ditti, avuti da Poseidone. Viene chiamata Perimede sia da Properzio che da Teocrito.

## Mitologia
Secondo Omero, Agamede era conoscenza dei poteri curativi di tutte le piante che crescono sulla terra.  Nel periodo ellenistico (ca. dal IV al I secolo a.C.), Agamede divenne una figura di maga, paragonabile a Circe o Medea.